# Biserica Înălțarea Domnului din Bozienii de Sus

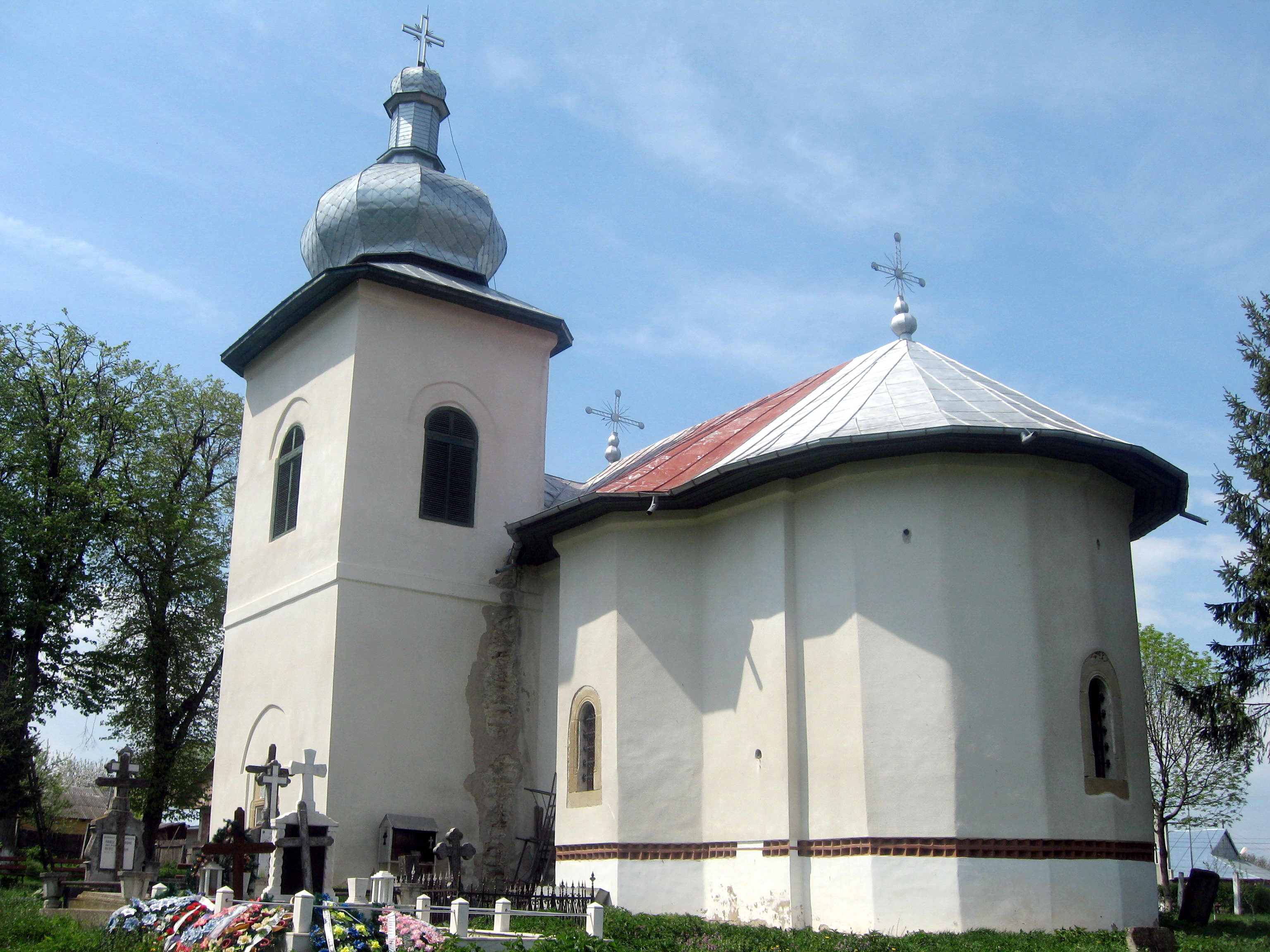
Biserica „Înălțarea Domnului” din Bozienii de Sus

Biserica „Înălțarea Domnului” din Bozienii de Sus este o biserică ctitorită în secolul al XVII-lea de domnitorul Vasile Lupu în satul Bozienii de Sus din comuna Ruginoasa (județul Neamț). Ea se află situată la o distanță de 24 km nord-vest de municipiul Roman. 
Ansamblul Bisericii „Înălțarea Domnului” din Bozienii de Sus a fost inclus pe Lista monumentelor istorice din județul Neamț din anul 2015, având codul de clasificare  NT-II-a-B-10598  și fiind format din 2 obiective:
- Biserica „Înălțarea Domnului” - datând din secolul al XVII-lea și având codul NT-II-m-B-10598.01
- Turnul clopotniță - datând din anul 1855 și având codul NT-II-m-B-10598.02

## Istoric
Documentele vechi atestă că în 1519 satul Bozieni pe Albîna cu mănăstire era al urmașilor lui Dragomir Oțel. Pe la 1620 satul ajunsese în stăpânirea lui Costea Băcioc, marele vornic al Țării de Jos. Cea de-a două fiică a acestuia, Tudosca, s-a căsătorit cu viitorul domnitor Vasile Lupu. Într-un document din 1660 se menționa că satul era al vistiernicului Ursache, după ce fusese anterior în stăpânirea hatmanului Gheorghe Coci, fratele domnitorului Vasile Lupu. 
Biserica „Înălțarea Domnului” din Bozienii de Sus a fost construită în secolul al XVII-lea, în timpul domniei voievodului Vasile Lupu (1634-1653). Nu se cunoaște anul exact al zidirii acestui lăcaș de cult, dar prezența unei pietre de mormânt datată în 1649 atestă faptul că biserica era finalizată la acea dată.  Istoricul Nicolae Stoicescu îl consideră drept ctitor al acestei biserici pe marele paharnic (vel ceașnic) Gheorghe Coci, fratele domnitorului, care a fost proprietarul moșiei Bozieni.  Un argument în favoarea aceste ipoteze este faptul că soția marelui ceașnic Gheorghe Coci, răposată în 1649, a fost înmormântată în această biserică.
Conform pisaniei zugrăvite la mijlocul secolului al XIX-lea deasupra ușii de intrare în pronaos, domnitorul Vasile Lupu este considerat a fi ctitor al bisericii. Textul pisaniei este parțial șters, putându-se descifra următoarele: „Această sfântă biserică sa zidit din temelie de fericitul întru pomenire Vasilie V(oie)vo(d) și după vremi fiind [...] stricăciune și răsipire, acum cu ajutorul lui Dumnezeu sa prefăcut precum se vede de dumnealui Toderașcu Balș vel spătar, fiul [...] Lupului Balș vel logofăt [...] și prăznuiește același hram a [...] Înălțarea Domnului”. 
Moșia Bozieni a intrat în secolul al XIX-lea în proprietatea boierilor din familia Balș, fiind redenumită Bozieni-Balș. Marele logofăt Lupu Balș (1791-1844), fiul marelui vornic Teodor Balș (1743-1810), a devenit proprietar al moșiei, murind la Bozieni la 5 noiembrie 1844. La 24 decembrie 1842 se dă un act privind hotărnicia prin care se delimitează moșia lui Lupu Balș de moșia Budești a lui Nicolae Ghica.
În decursul timpului, lăcașul de cult a fost avariat, fiind necesare lucrări de reparații. În secolul al XIX-lea, în jurul anului 1851, vel spătarul Todirașcu Balș (1805-1857), fiul marelui paharnic Nicolae Balș și nepotul de frate al marelui logofăt Lupu Balș, a reparat biserica. El a construit un turn-clopotniță adosat intrării. Intrarea în biserică se face astăzi prin pridvorul aflat la parterul turnului-clopotniță. Familia Balș a înzestrat lăcașul de cult cu o catapeteasmă nouă din lemn aurit, cu o icoană a Maicii Domnului ferecată în argint, cu o strană frumos ornată și cu mai multe candele din argint. Biserica a fost reparată din nou în 1914. 
Biserica a fost avariată de cutremurele din secolul al XX-lea. Între anii 1999-2000, în perioada păstoriei preotului Vasilică Irimia, s-au efectuat lucrări de consolidare a edificiului pe cheltuiala fraților Ioan și Mihai Michiu. Acesta din urmă este inginer de profesie și patron al motelului Condor din satul Dulcești. Biserica a fost resfințită la 29 octombrie 2000, de sărbătoarea Sfinților Arhangheli Mihail și Gavriil, de către episcopul Eftimie Luca al Romanului și arhiereul-vicar Ioachim Băcăoanul. Cu acest prilej a fost amplasată o pisanie pe o placă de marmură deasupra portalului de intrare în lăcașul de cult. Textul acestei inscripții este următorul: „Într-u slava Sfintei Treimi ridicatu-sa acest sfînt lăcaș cu hramul „Înălțarea Domnului” de domnitorul Vasile Lupu între 1640-1650. Datorită cutremurelor în anul 1999 s-au început lucrările de consolidare sub păstorirea pr. Vasilică Irimia prin grija fraților Ioan și Mihai Michiu care din dragoste pt. Hristos au desăvîrșit aceste lucrări în anul 2000, cînd s-a și sfințit la 29 oct. de P.S. Eftimie și P.S. Arhiereu Ioachim Băcăoanul. Sfinții Arhangheli Mihail și Gavriil vor fi ocrotitorii acestui lăcaș istoric de rugăciune spre slava lui Dumnezeu. Veșnică pomenire ctitorilor.”.

## Arhitectura bisericii
Biserica „Înălțarea Domnului” din Bozienii de Sus are plan triconc, cu abside laterale cu trei fațete și cu absida altarului de formă pentagonală. Edificiul nu are turle, ci doar o clopotniță, deasupra intrării. Lipsesc contraforții care să susțină zidurile, precum și ocnițele. Biserica este înconjurată la partea inferioară de un brâu în „dinți de ferăstrău”, care nu se continuă și pe zidul turnului-clopotniță.  
Biserica are ferestre cu chenare simple de piatră. Cele de pe corpul vechi al bisericii (pronaos, naos și altar) au formă semicirculară și sunt dispuse astfel; una pe peretele nordic al pronaosului, câte una în axa fiecărei abside laterale și una în axa absidei altarului. Turnul-clopotniță este de dată mai recentă și are patru ferestre: trei ferestre semirculare mari la etajul superior (camera clopotelor), dispuse pe laturile de vest, sud și est și o fereastră dreptunghiulară pe peretele nordic al parterului. 
În interior, biserica este compartimentată în pridvor, pronaos, naos și altar. Ușa de intrare în biserică este de formă dreptunghiulară, ancadramentul având formă de acoladă la partea superioară. Încăperile bisericii au bolți simple, de forma unor calote sferice. Între pronaos și naos nu există un perete despărțitor, ci doar un arc sprijinit lateral pe doi pilaștri. Interiorul bisericii nu este pictat.

## Necropolă
În incinta lăcașului de cult se află trei morminte; piatra funerară a soției marelui paharnic (vel ceașnic) Gheorghe Coci, fratele domnitorului Vasile Lupu, răposată în 1649, impresionează prin frumusețea decorațiunilor. 
În curtea bisericii se află și alte pietre funerare vechi, foarte deteriorate. Pe una dintre ele se află o inscripție în limba română cu caractere chirilice, aproape ilizibilă, dar se distinge anul 1822. 

## Imagini

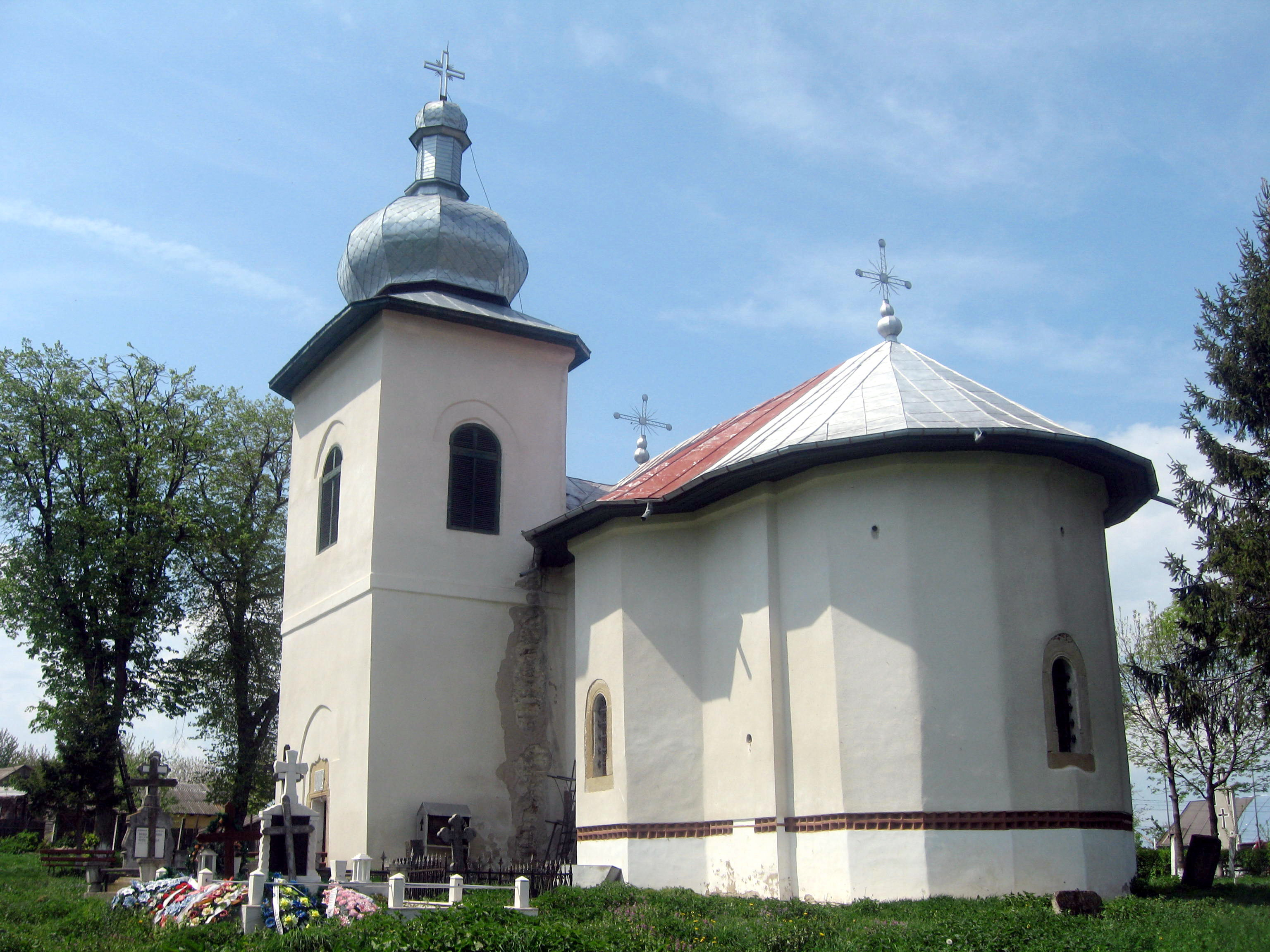
Biserica văzută dinspre sud-est
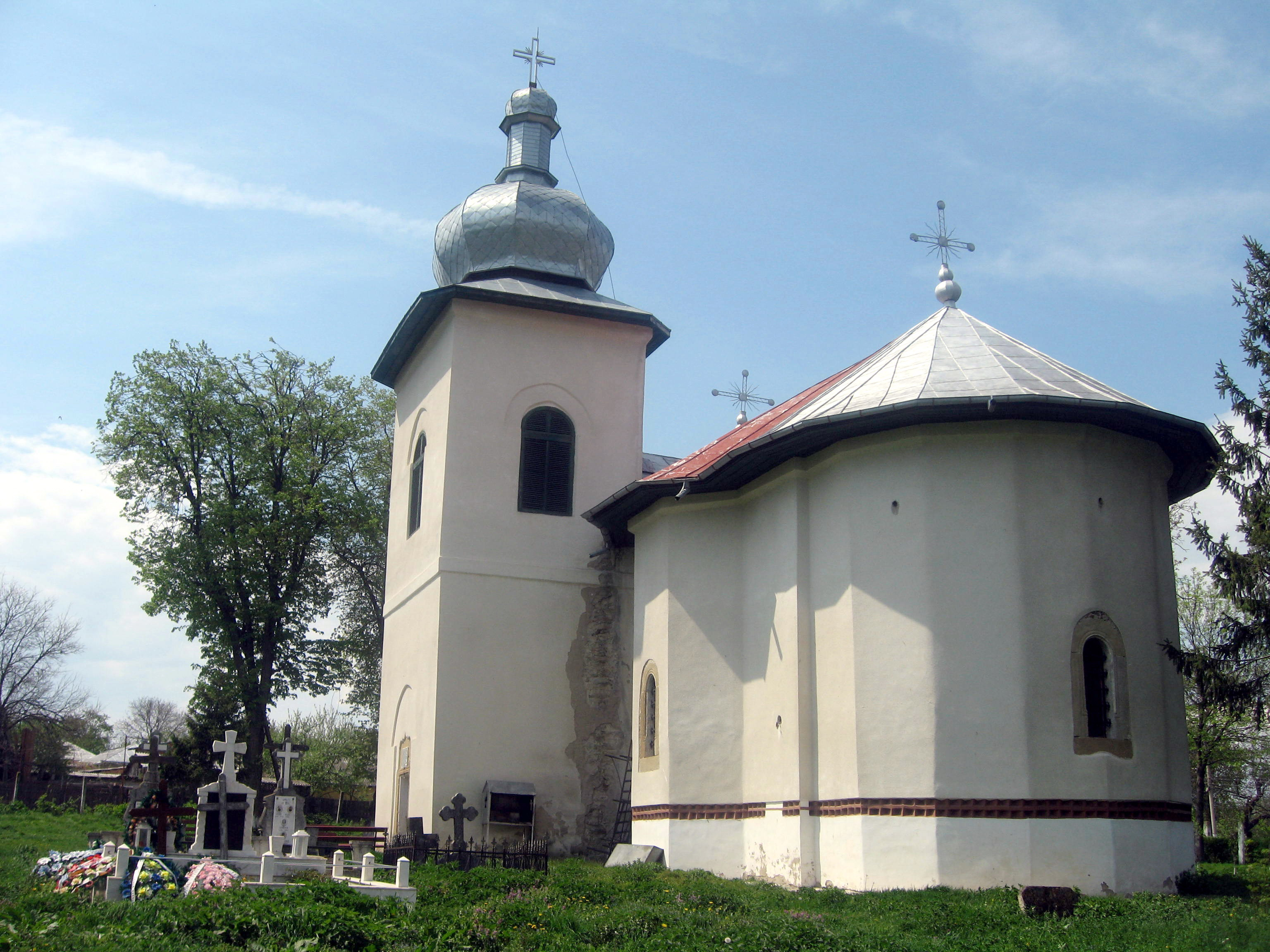
Biserica văzută dinspre sud-est
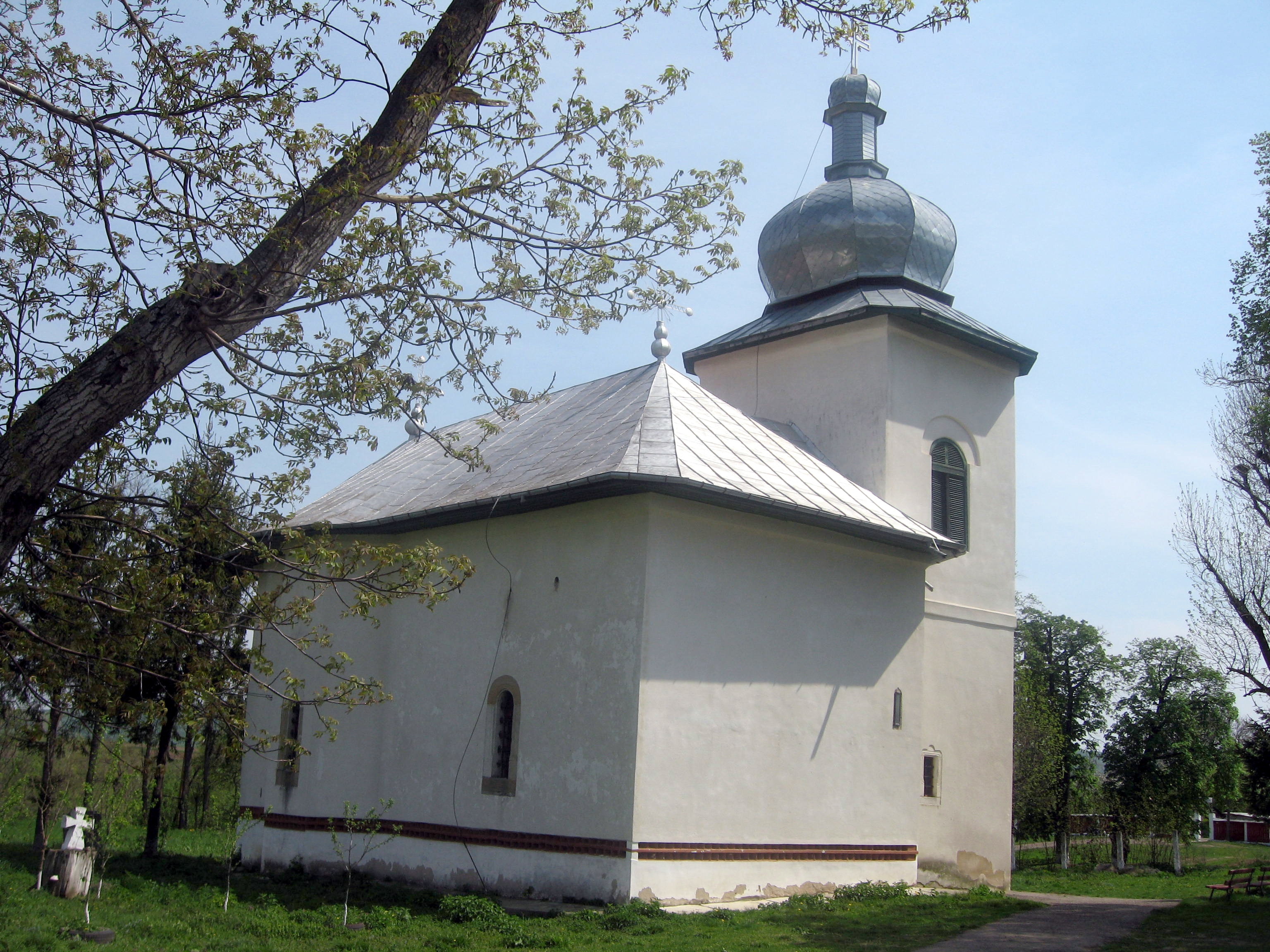
Biserica văzută dinspre nord-vest
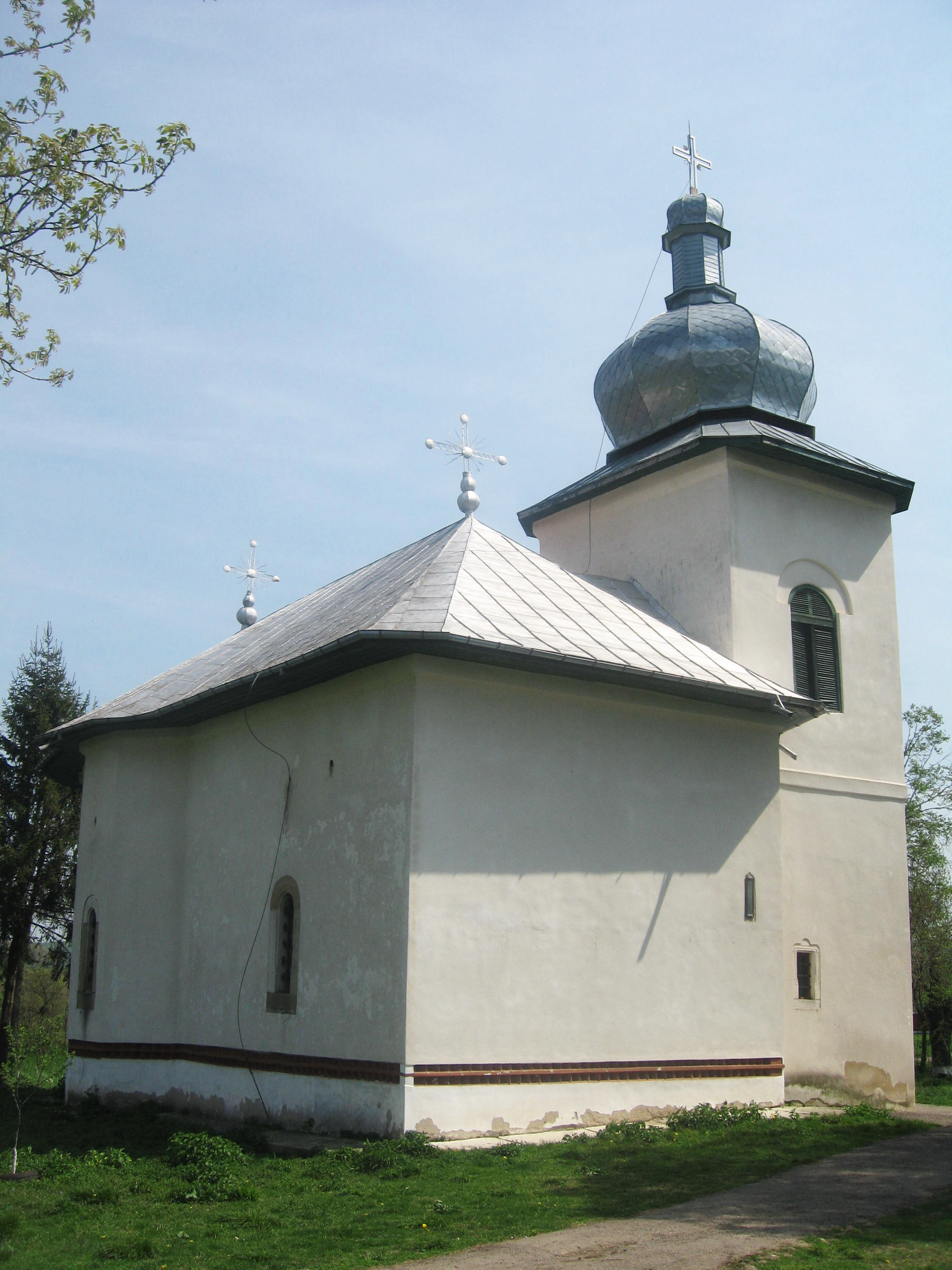
Biserica văzută dinspre nord-vest
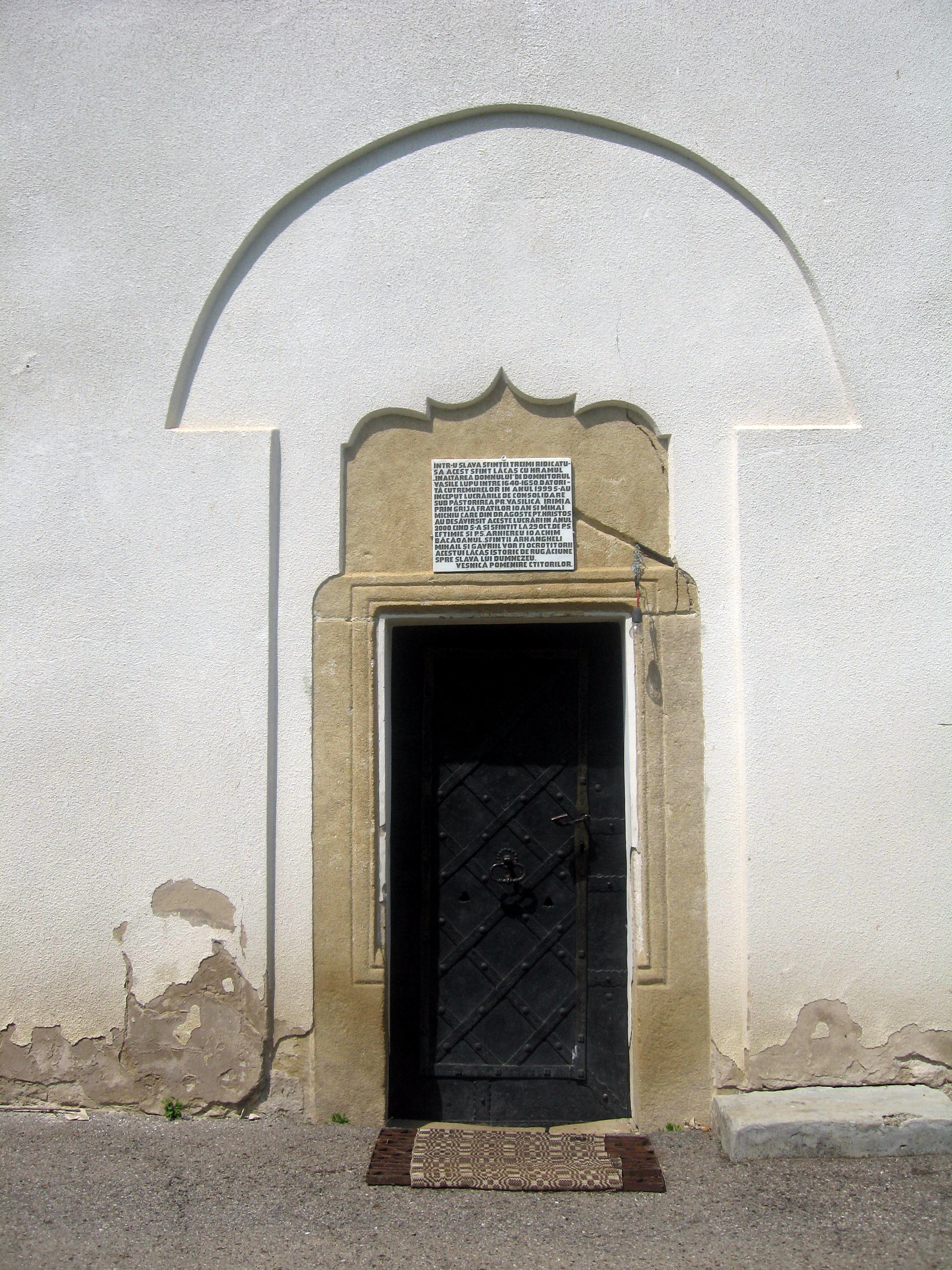
Portalul de intrare şi pisania
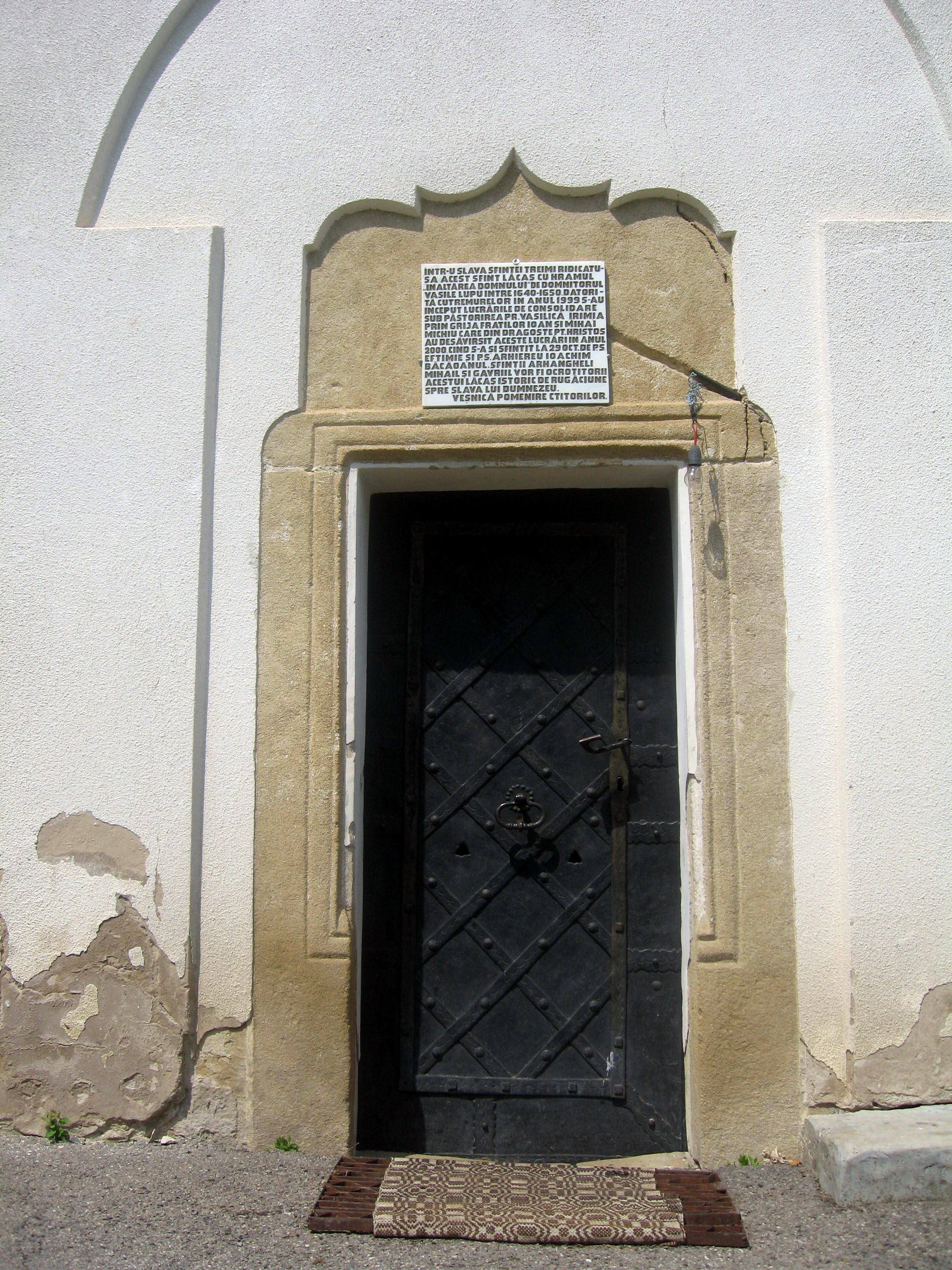
Portalul de intrare şi pisania
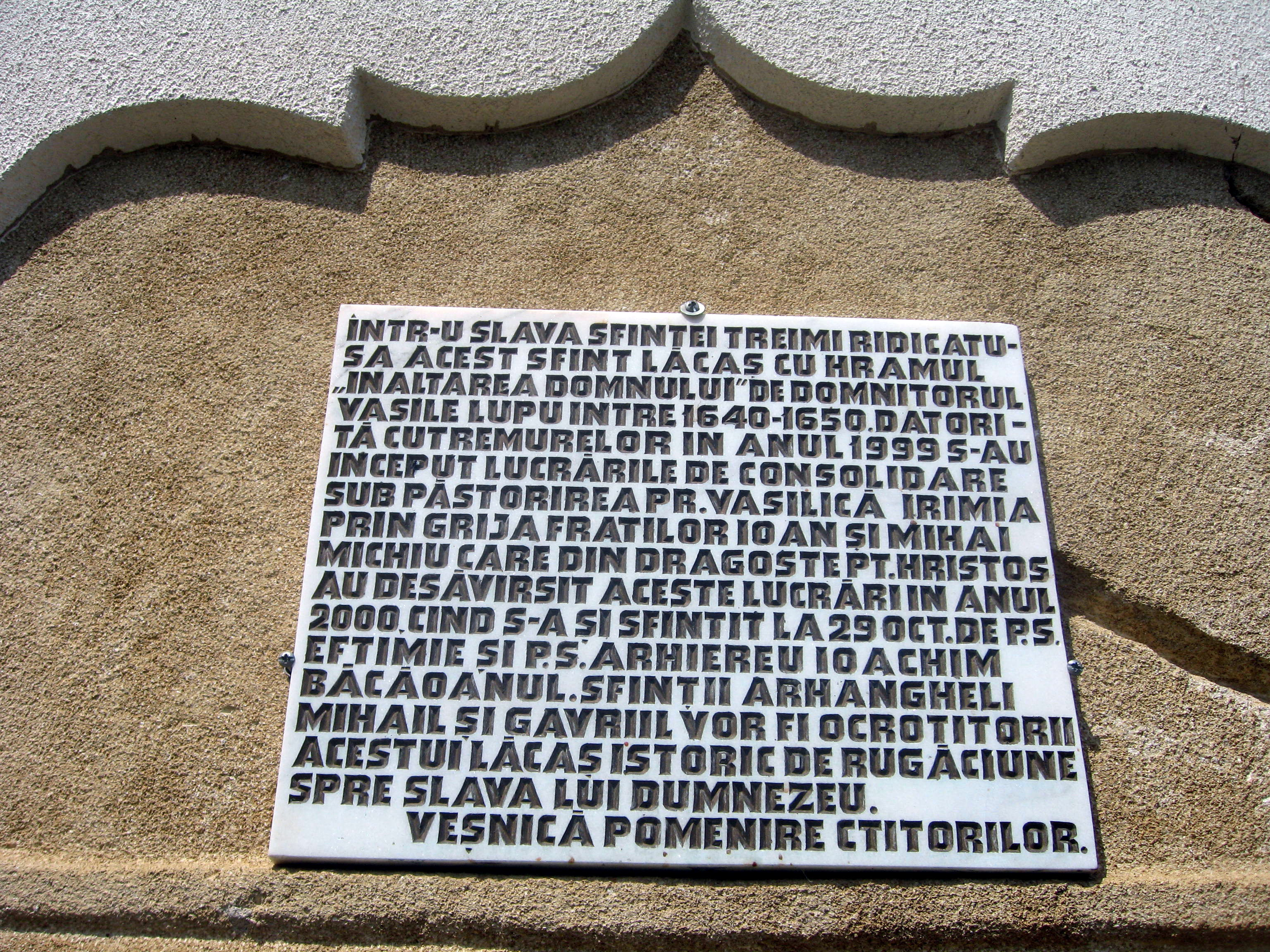
Pisania nouă
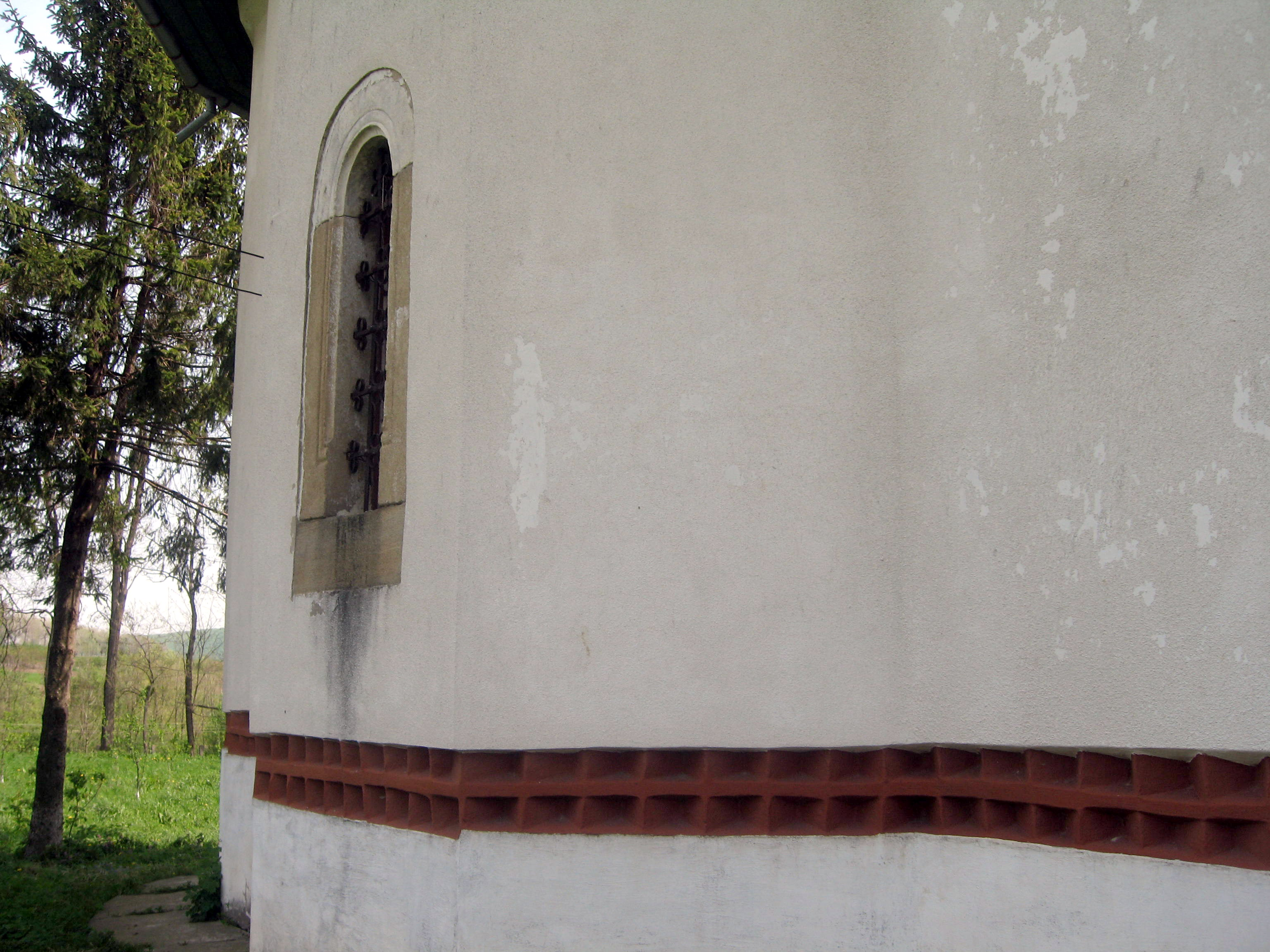
Brâul în formă de „dinţi de ferăstrău”
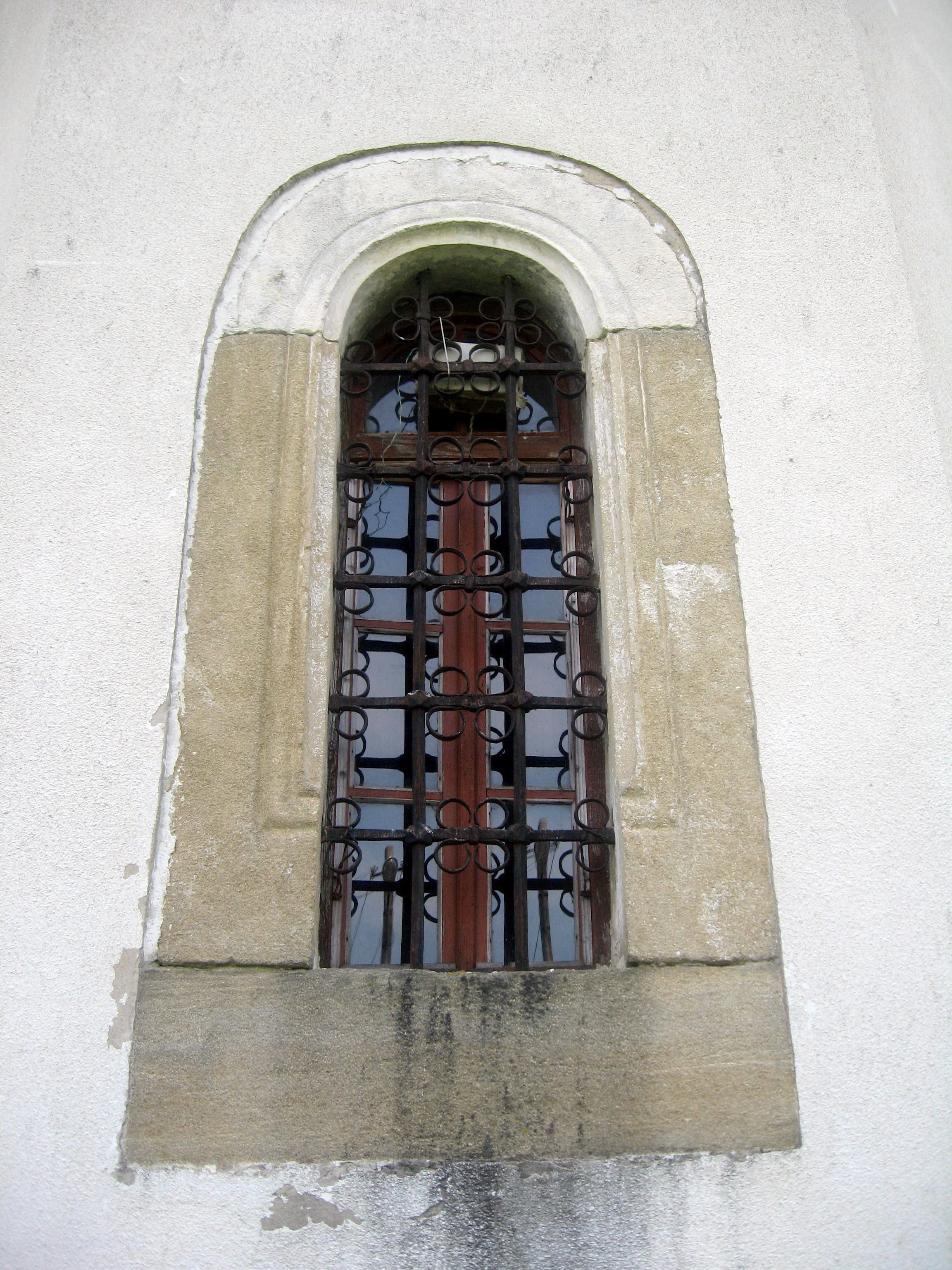
Fereastră semicerculară
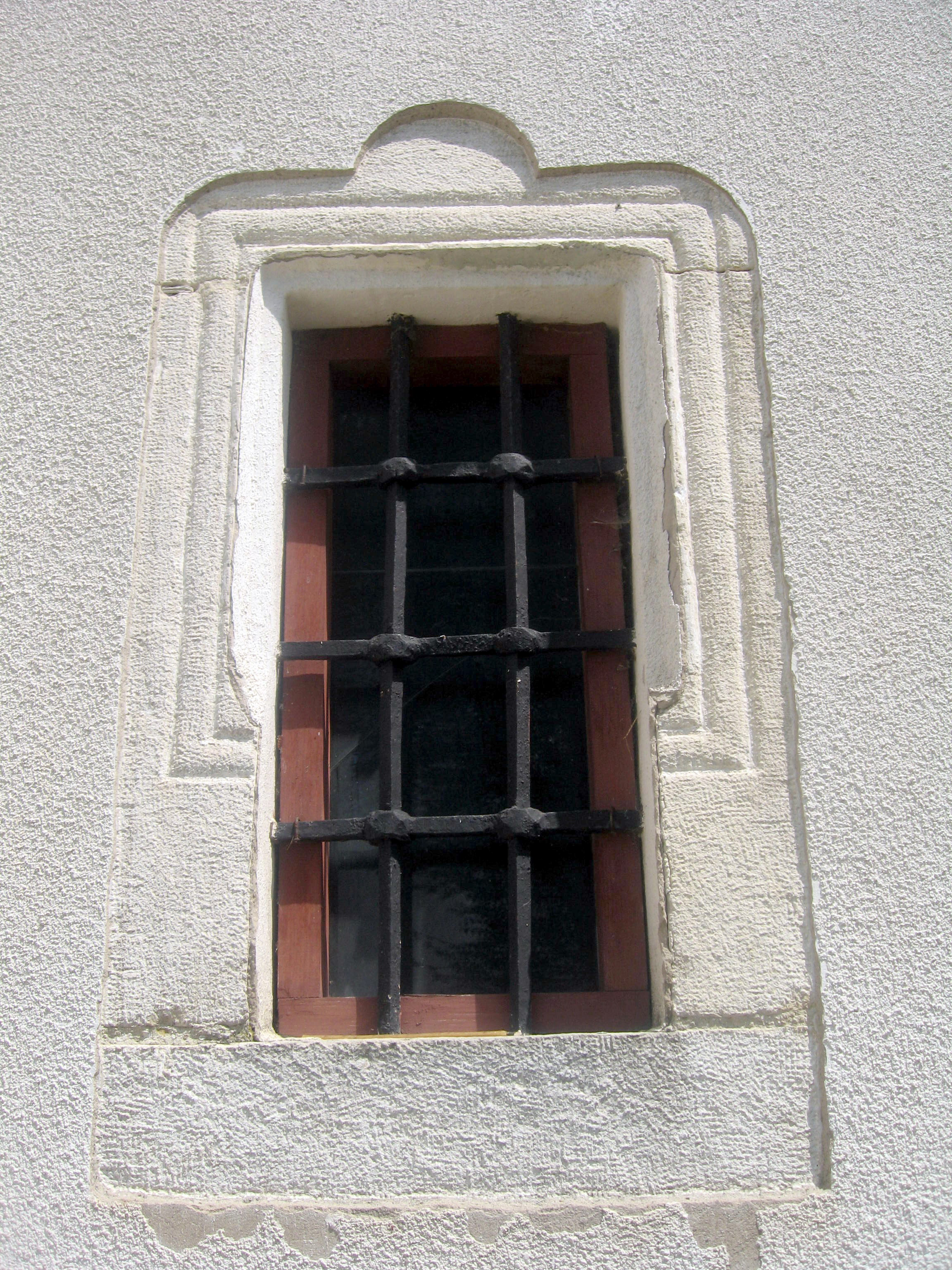
Fereastră dreptunghiulară de pe zidul vestic al turnului-clopotniţă
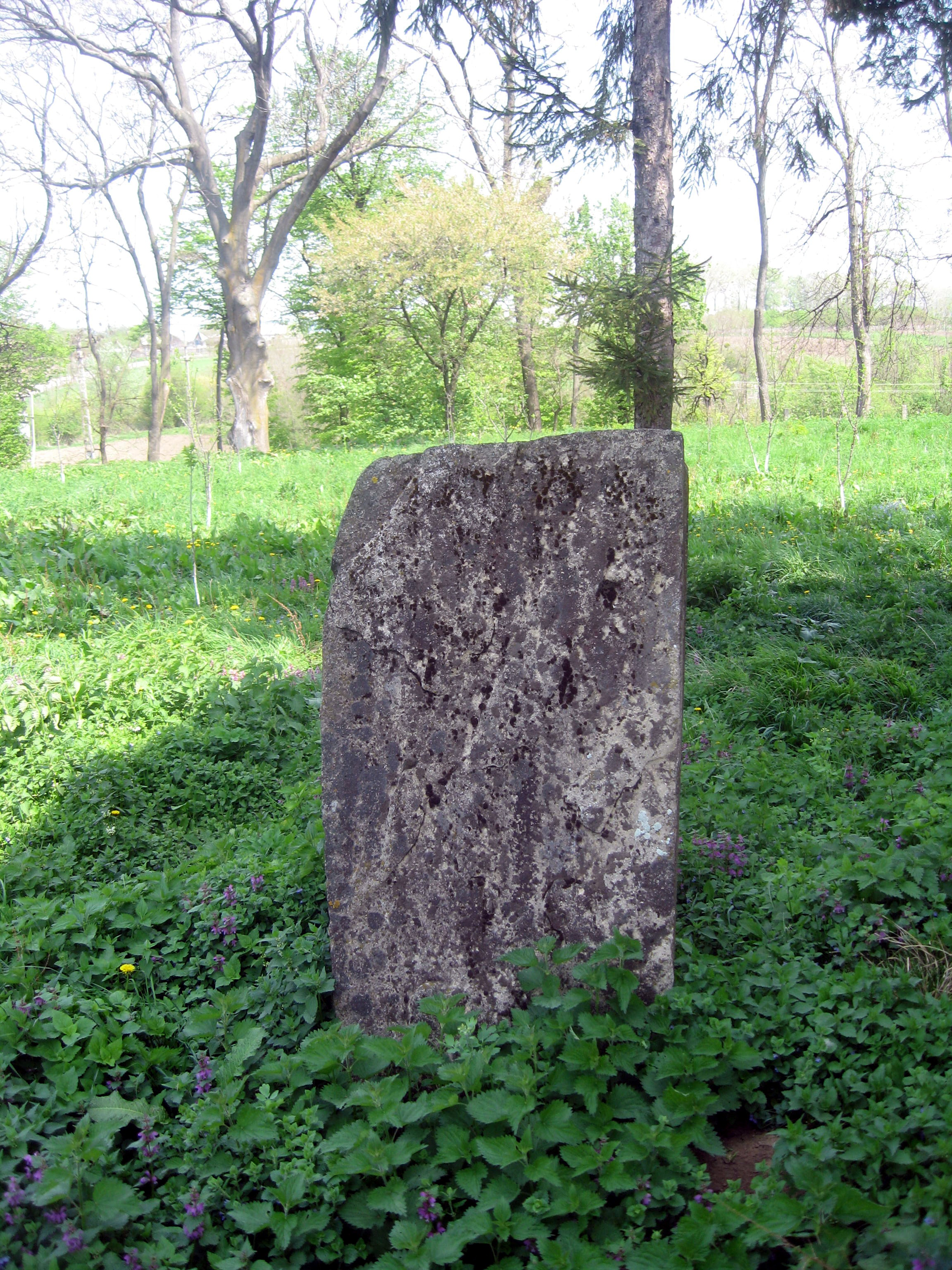
Piatră veche de mormânt în curtea bisericii
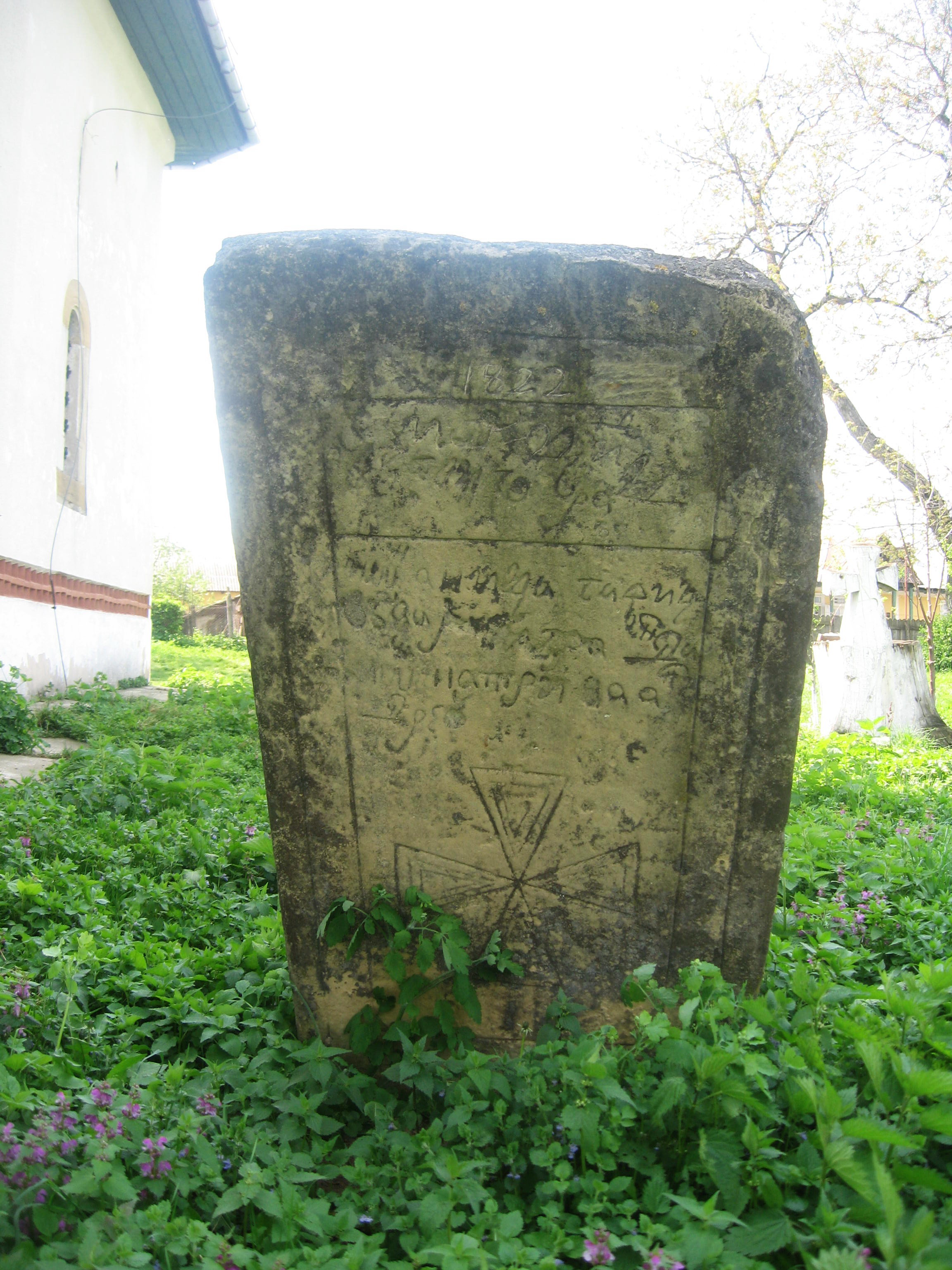
Piatră veche de mormânt în curtea bisericii (1822)